# 州桥街道
州桥街道，是中华人民共和国河南省開封市鼓楼区下辖的一个乡镇级行政单位。

## 行政区划
州桥街道下辖以下地区：
大纸坊社区、营街社区、开封府社区和包南社区。